# Влоцлавекские заметки и эфемериды
Влоцлавекские заметки и эфемериды лат. Ephemerides et notae Wladislavienses — написанные не позднее XIV в. на латинском языке во Влоцлавеке заметки исторического характера. Охватывают период с 1296 по 1366 гг. Содержат сведения как по местной, так и по общепольской истории, а также по истории взаимоотношений Польши с Литвой и Тевтонским орденом.

## Издания
- Ephemerides et notae Wladislavienses / ed. W. Arndt, R. Roepell // MGH SS. Bd. XIX. Hannover. 1866, p. 687—689[1].

- Ephemerides Wladislavienses / ed. W. Arndt, R. Roepell // Scriptores rerum Germanicarum in usum scholarum ex MGH recudi fecit. 1866, p. 115—119[2].

- Notae Wladislavienses / ed. W. Arndt, R. Roepell // Scriptores rerum Germanicarum in usum scholarum ex MGH recudi fecit. 1866, p. 119—120[3].

## Переводы на русский язык
- Влоцлавекские эфемериды в переводе А. С. Досаева на сайте Восточная литература

- Влоцлавекские заметки в переводе А. С. Досаева на сайте Восточная литература